# Charles Horn
Charles Horn (fl. XX secolo) è stato un pallanuotista svizzero.
Ha gareggiato nel torneo di pallanuoto, ai Giochi di Anversa 1920.